# Deanew
Deanew (en turcomano: Dänew; en ruso: Дянев), conocida entre 2001 y 2017 como Galkinish (en turcomano: Galkynyş), es una ciudad de Turkmenistán que es capital del distrito de Deanew en la provincia de Lebap.

## Toponimia
El nombre Dänew es de origen persa o tayiko, derivado de deh ("pueblo") y nov ("nuevo"), que significa "pueblo nuevo". La palabra galkynyş significa "resurgimiento, renovación" en turcomano y, a veces, se traduce como "renacimiento".

## Historia
Deanew recibió el estatus de asentamiento urbano en 1935. Según la Gran Enciclopedia Soviética en Deanew funcionaba una fábrica de productos lácteos y mantequilla.
Hasta el 18 de febrero de 2001, se llamó Deinau pero luego pasó a llamarse Galkinish. Desde 2016 se le otorgó a Deanew el estatus de ciudad y el 25 de noviembre de 2017 la ciudad de Galkinish pasó a llamarse Deanew.

## Demografía
| 1603                                   | 3194 | 5770 | 6647 | 7932 |
| (Fuente: Censo soviético de 1959-1989) |      |      |      |      |

## Infraestructura

### Transporte
El pueblo está a 3 km de la estación de tren de Dayanev en la línea ferroviaria Turkmenabat-Dashoguz.